# Multiplexverfahren

Zwei Steuersignale, horizontal und vertikal, in einer Übertragung: Bildabtastung einer Kathodenstrahlröhre im Zeilensprungverfahren

Multiplexverfahren  (lat. multiplex „vielfach, vielfältig“; vielfach auch mit MPX abgekürzt) bezeichnet eine elektronische Signal- und Nachrichtenübertragung, bei der ein Signal in Oszillation mehrere Teilsignale enthält und bündelt. Multiplex-Signale können selbst Teil eines Multiplex-Signals sein und so beliebig viele verschiedene Signal- und Datenströme ineinander enthalten. Die zunehmende Komplexität des Signals muss dabei entweder in Übertragungszeit oder Frequenzhöhe bzw. Bandbreite ausgeglichen werden. Die Übertragung erfolgt simultan über ein Medium wie eine Leitung, ein Kabel, eine Funkstrecke oder einen Datenstrom. Durch die Oszillation entsteht eine Parallelisierung sequentieller Signalfolgen.

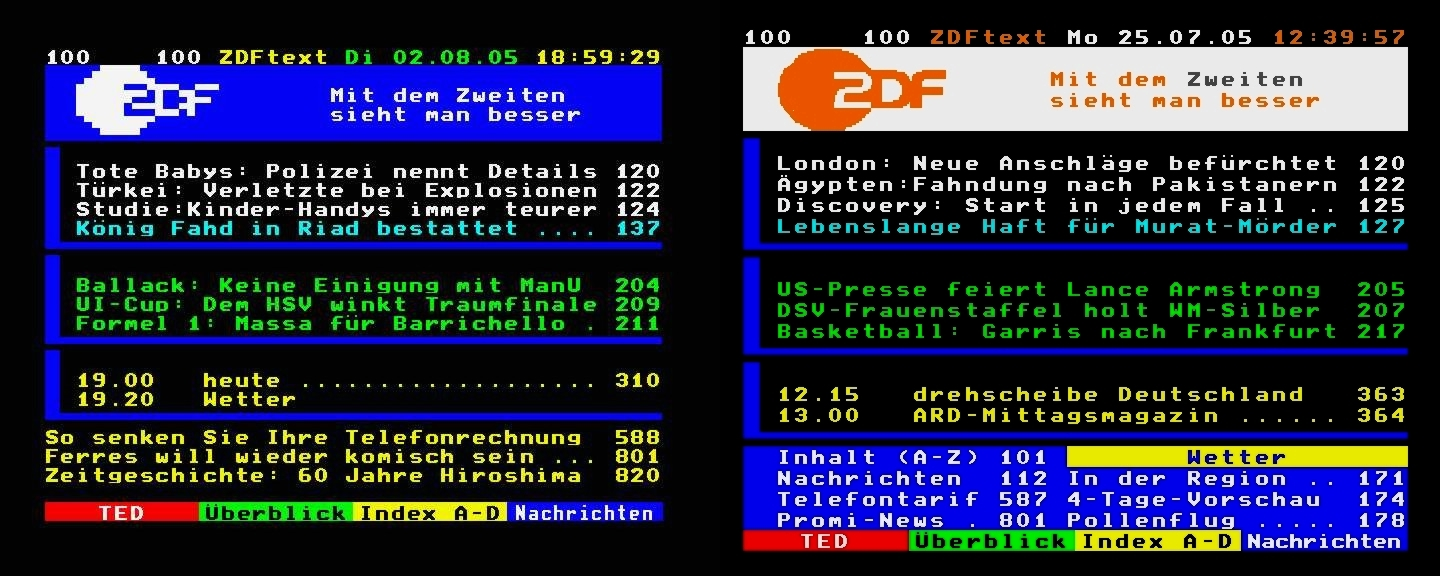
Übertragung des digitalen Videotextes in der oben gezeigten Austastlücke des analogen TV-Signals (drei Farbsignale und Ton)

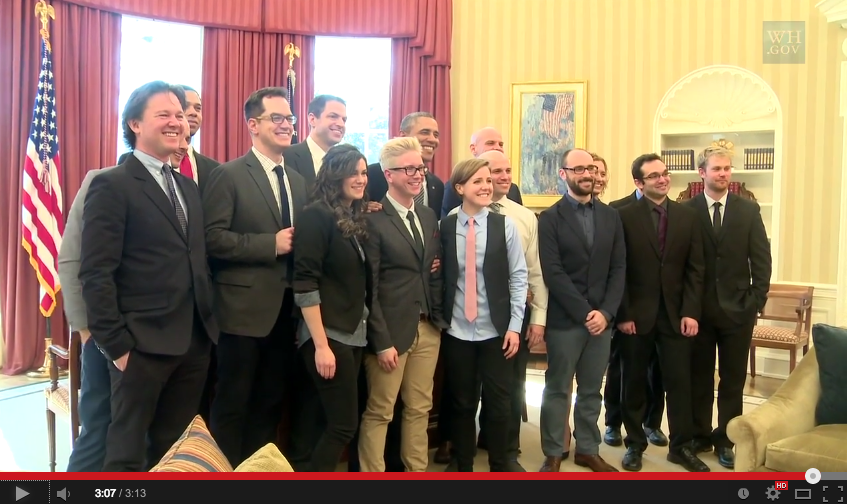
Wiedergabe eines Multiplex-Mediums (Bild und Ton): Lesekopf für zwei Medien auf einem Band

Veranschaulichung einer 7-Segment-Anzeige mit synchron-sequentiellem Segment-Multiplexing

Speziell das synchrone Zeitmultiplexverfahren (siehe unten) kommt auch bei der seriellen digitalen Datenübertragung, der simultanen Datenerfassung mehrerer analoger Kanäle und bei der Ansteuerung von Anzeigen (LED- und Fluoreszenzanzeigen, LCD-, Plasma- und CRT-Bildschirme sowie -displays) zum Einsatz. Verschiedene Standards der Bild-und-Ton-Übertragung, wie Fernsehnormen oder Containerformate, basieren auf Multiplexverfahren.
Die Intentionen für die Anwendung von Multiplexing sind bei leitungsgebundener und bei Funkübertragung teilweise unterschiedlich. Bei leitungsgebundener Übertragung werden die Signale aus mehreren Quellen durch einen so genannten Multiplexer gebündelt und gemeinsam über einen statt über mehrere parallele Wege übertragen. Der Demultiplexer am anderen Ende des Übertragungsweges entbündelt die Signale wieder, um sie verschiedenen technischen Baugruppen zur Wiedergabe zuzuführen. Hierbei können Kosten für den Übertragungsweg gesenkt werden.
Die Funktechnik eignet sich besonders, um mehrere Teilnehmer, die meist auch räumlich verteilt sind, gleichzeitig mit einer zentralen Funkstation verbinden zu können (Rundfunk). Auch hier werden Signale aus mehreren Quellen gebündelt, aber sie werden nicht zielgerichtet übertragen. Beim Richtfunk als Punkt-zu-Punkt-Verbindung gibt es ebenfalls Multiplextechniken. Hier wird der Hochfrequenzübertragungskanal gemeinsam für eine Vielzahl von Datenströmen benutzt.
Multiplexverfahren kommen auch bei der Wiedergabe von Medien zum Einsatz, wobei das Medium als (theoretisch unendliches) Band und die Wiedergabeposition als Lesekopf verstanden wird. Dieses Konzept hat sich über die Verdrängung von magnetgebundenen Medien durch modernere Datenspeicherverfahren hinaus erhalten.

## Allgemeines
Multiplexverfahren wurden entwickelt, um eine optimale Ausnutzung der Leitungen und Frequenzen zu erreichen, die in der Elektronik und Kommunikationstechnik als Übertragungswege zur Verfügung stehen.

Hierdurch werden die Kosten verringert und die Zuverlässigkeit erhöht, da zum Beispiel weniger Anschluss- und Verbindungsleitungen erforderlich sind. Durch gemeinsame Normen und einheitliche Baugruppen verringern sich auch die Kosten in der Herstellungskette. Manche technischen Lösungen sind überhaupt nur mit multiplexer Signalübertragung realisierbar (z. B. der Tonfilm, Surround-Sound, Bildwiedergabe auf Bildschirmen, USB, Funkuhren mit Wetterdaten oder ISDN und NGN).
Beim Multiplexverfahren werden mehrere verschiedene Signale gebündelt oder zeitlich ineinander verschachtelt, um sie ohne gegenseitige Beeinflussung simultan und gemeinsam übertragen zu können.
In der Kommunikationstechnik und Signalübertragung unterscheidet man die folgenden Multiplexverfahren, ohne dass diese sich gegenseitig ausschließen:
RaummultiplexverfahrenÜbertragungskanäle (Leitungen, Richtfunkstrecken) werden zur parallelen, aber exklusiven Nutzung durch mehrere Sender und Empfänger gebündelt.
Frequenz- bzw. WellenlängenmultiplexverfahrenBei Leitungsübertragung werden mehrere Signale in unterschiedlichen Frequenzbereichen getrennt übertragen; bei Funk- und Lichtwellenleiterübertragung werden unterschiedlichen Signalen unterschiedliche Wellenlängen zugewiesen. Da Frequenz und Wellenlänge fest über die Ausbreitungsgeschwindigkeit miteinander verkoppelt sind, sind Frequenz- und Wellenlängenmultiplex synonyme Verfahren.
ZeitmultiplexverfahrenMehrere Signale werden zeitversetzt übertragen. Sie sind zeitlich ineinander verschachtelt. Die Zeitfenster können synchronisiert und gleich lang oder asynchron und bedarfsabhängig sein.
CodemultiplexverfahrenDieses Verfahren wird in der Funktechnik und in Datenbussen eingesetzt. Verschiedene Signalfolgen werden über eine Leitung oder eine Funkfrequenz übertragen und können anhand ihrer unterschiedlichen Codierung zugeordnet werden; im Empfänger wird nur das passend kodierte Signal erkannt und ausgewertet.

## Analogien zur Veranschaulichung
RaummultiplexverfahrenMenschen können verschiedene Instrumente in einem Musikstück unterscheiden, obwohl sie gleichzeitig gespielt und gehört, aber separat aufgenommen werden. An belebten Plätzen ist jedem ein Gespräch mit der eigenen Begleitung möglich, wenn alle eine angemessene Lautstärke einhalten.
FrequenzmultiplexverfahrenEine Hundepfeife oder Fledermäuse erzeugen für den Menschen unhörbare Signale. Eine Kommunikation ist parallel möglich.
ZeitmultiplexverfahrenIn einer Schulklasse oder beim CB-Funk hat in der Regel nur je ein Sprecher gleichzeitig das Wort (asynchrones Zeitmultiplexverfahren), in Parlamenten hat jeder Redner eine Redezeit definierter Länge (synchrones Zeitmultiplexverfahren).
CodemultiplexverfahrenBei vielen gleichzeitig gesprochenen Sprachen hört man seine Muttersprache heraus. Bekannte Personen erkennt man am Klang ihrer Stimme.

## Begriffsunterscheidung „Multiplexing“ und „Multiple Access“
Im Zusammenhang mit den hier beschriebenen Multiplexverfahren wird teils von Multiplexing (oft in Verbindung mit Hardware) und teils von Multiple Access (oft als Softwarelösung) gesprochen.
Um Multiplexing im engeren Sinne handelt es sich dann, wenn am Anfang eines Übertragungsweges ein Multiplexer mehrere Signale bündelt und am Ende ein Demultiplexer diese wieder auftrennt. Im Bereich der Audio-/Videobearbeitung spricht man auch von Multiplexing, wenn eine Videospur mit einer Tonspur durch entsprechende Software in eine einzelne Datei (z. B. *.mpeg) zusammengeführt wird.
Der Begriff Multiple Access wird eher dann verwendet, wenn es mehrere Sender-Empfänger-Paare (z. B. Mobilfunkteilnehmer) gibt, die sich ein Übertragungsmedium (in der Regel eine Funkschnittstelle – also die Luft in der Umgebung einer Basisstation oder eines Funkrouters) selbständig aufteilen. Das geschieht entweder mit einer zentralen Instanz (z. B. die Basisstation beim mobilen Telefonieren), die die Kanäle zuteilt, oder die Teilnehmergeräte arbeiten mit einer Kollisionserkennung.
Die Verfahren zur gemeinsamen Nutzung des Übertragungsmediums sind bei Multiplexing und Multiple Access jedoch gleich und werden deshalb in diesem Artikel gemeinsam beschrieben.

## Multiplexing bei Webseiteaufrufen
Wenn im Internet eine Webseite aufgerufen wird, müssen in der Regel mehrere Dateien geladen werden (html, Bilder, Style Sheets, Favicon, Video, Audio…). Für jeden dieser Aufrufe muss eine eigene Verbindung erstellt werden. Da mehrere Handshakes (Verbindungsaufbauten) hintereinander ausgeführt werden müssen (TCP, TLS, dann http), dauert das Laden der Webseite aufgrund der Paketumlaufzeit länger. Falls HTTP/2 verwendet wird, können mehrere parallele Aufrufe in einer einzigen Verbindung zusammengefasst werden. Dies wird als Multiplexing bezeichnet. Dabei besteht jedoch weiterhin das Problem des sogenannten Head-of-Line-Blocking. Das heißt, falls Pakete für einen Aufruf verloren gehen, stocken auch die anderen Aufrufe. Dies wird mit HTTP/3 weiter verbessert, da dieses auf QUIC anstelle von TCP basiert.

## Raummultiplexverfahren (SDMA)
Mit Raummultiplexverfahren (engl. Space Division Multiplex, SDM oder Space Division Multiple Access, SDMA) bezeichnet man in der Nachrichtentechnik das Übertragen von mehreren Nachrichten über parallel installierte Übertragungswege, die den einzelnen Sendern und Empfängern jeweils zur exklusiven Nutzung bereitgestellt werden.
Man unterscheidet hierbei zwischen zwei verschiedenen Varianten:
- kabelgebundenes Raummultiplexverfahren
- kabelloses Raummultiplexverfahren

### Kabelgebundene Raummultiplexverfahren

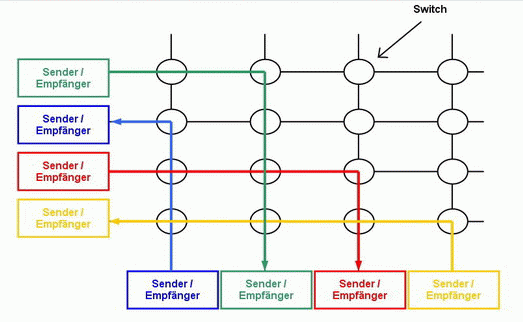
Schematische Darstellung einer Kreuzschienenverteilung

Das kabelgebundene Raummultiplexverfahren ist das einfachste und älteste Multiplexverfahren. Hierbei werden zur gleichzeitigen Unterstützung von individuellen Verbindungen mehrere Leitungen parallel installiert. Diese parallelen Leitungen werden auch als Leitungsbündel (engl. trunk) bezeichnet.
Die einfachste Anwendung dieses Verfahrens sind die schon in der Anfangszeit der Telekommunikation und bis heute gebräuchlichen mehradrigen Kabel. Eine andere Methode des Raummultiplexverfahrens ist die Kreuzschienenverteilung (engl. cross bar switching), die auch als Koppelfeld bezeichnet wird. Hierbei handelt es sich um eine Matrix aus mehreren Leitungen mit vielen Schaltern. Hier zeigt sich einer der Vorteile des Raummultiplexverfahrens: Durch diese Matrix ist sichergestellt, dass jeder Sender jeden Empfänger erreichen kann, sofern die Leitung frei und der Schalter aktiv ist.

### Kabellose Raummultiplexverfahren
Beim kabellosen Raummultiplexverfahren wird für jede Gruppe von Verbindungen ein separates Gebiet oder eine eigene Richtfunkstrecke verwendet. Normalerweise erfolgt eine Mehrfachausnutzung einer solchen Funkstrecke oder eines Gebietes mit Hilfe des Frequenzmultiplexverfahrens oder des Zeitmultiplexverfahren oder einer Kombination aus beiden.
Das Raummultiplexverfahren wird notwendig, wenn die Anzahl der zu übertragenden Verbindungen steigt und gleichzeitig Frequenzknappheit besteht. Dann wird die gleiche Frequenz mit ausreichendem räumlichen Abstand mehrfach benutzt. Der ausreichende räumliche Abstand ist notwendig, um zwischen den verschiedenen Sendern mit gleicher Sendefrequenz störende Interferenzen zu vermeiden. Zum Einsatz kommt dieses Verfahren unter anderem in den Richtfunknetzen und bei der Frequenzzuteilung beim Rundfunk, Fernsehen und zellularem Mobilfunk.
Ein Spezialfall ist Multiple Input Multiple Output, bei dem ein logisches Signal durch mehrere kooperierende Antennen übertragen wird, um so Qualität (geringe Bitfehlerhäufigkeit) und Datenrate einer drahtlosen Verbindung deutlich zu verbessern.

## Frequenzmultiplexverfahren (FDMA)
Das Frequenzmultiplexverfahren, im Englischen Frequency Division Multiplex (FDM) oder Frequency Division Multiple Access (FDMA), ist sowohl in drahtgebundenen als auch in drahtlosen Kommunikationssystemen anwendbar. Ein erster Vorschlag zur Vielfachausnutzung von Leitungen durch Frequenzmultiplexverfahren wurde 1886 für die Telegraphie durch Elisha Gray gemacht. Die wohl bekannteste Anwendung ist die Stereotonübertragung im UKW-Radio.

### Frequenzmultiplex auf Leitungen

Schematische Darstellung des Frequenzmultiplexverfahrens

Hierbei werden mehrere Signale auf je eine eigene Trägerfrequenz moduliert. Da bei der Modulation zwei identische Seitenbänder entstehen, wird bei den Trägerfrequenzsystemen der Nachrichtentechnik ein Seitenband und die Trägerfrequenz selbst unterdrückt. Die entstehenden, schmalen Frequenzbänder werden zu einem breitbandigen Signal zusammengefasst und dann gemeinsam übertragen. Die Übertragung der Signale erfolgt dabei gleichzeitig und unabhängig voneinander.
Der Empfänger muss die Trägerfrequenzen wieder ergänzen und kann mit Hilfe von Filtern die Signale wieder trennen, um sie dann durch Demodulation in ihre ursprüngliche Frequenzlage zurückzuwandeln. Zur Vermeidung von Interferenzen und um eine bessere Trennung der Signale im Empfängerfilter zu erreichen, werden unbenutzte, sogenannte Schutzbänder (engl. guard bands) zwischen den einzelnen Frequenzbändern freigelassen.
Angewendet wurde Frequenzmultiplex vor allem auf den (Kupfer-)Fernverbindungsleitungen im Telefonnetz. Inzwischen wird im Telefonnetz meist Zeitmultiplex oder Wellenlängenmultiplex genutzt, die das Glasfasernetz verwenden.
Heute kommt das Frequenzmultiplex noch bei der Übertragung von Informationen über Breitbandverteilnetze, wie etwa dem Kabelfernsehen zum Einsatz. Auch bei den Rundfunk- und Fernsehsignalen wird nur ein Seitenband übertragen, allerdings wird die Trägerfrequenz nicht unterdrückt, da sich dadurch die Empfänger vereinfachen lassen.

### Frequenzmultiplex bei Funkübertragung
Hierbei wird ebenfalls jedes Signal auf eine eigene Trägerfrequenz moduliert, die Signalbänder werden dann zusammengefasst und ausgestrahlt. Die Trägerfrequenz ist die Mittenfrequenz der abgestrahlten Funkwelle. Im Empfänger werden die von der Antenne kommenden Frequenzbänder durch Filterung oder das Superheterodyn-Verfahren aufgeteilt und anschließend demoduliert.
Klassische Beispiele sind der terrestrische Rundfunk und das Satellitenfernsehen.
Heutige Anwendungsbereiche sind die Richt- und Mobilfunktechnik in der Telekommunikation. Das russische Satellitennavigationssystem GLONASS verwendet ebenfalls das Frequenzmultiplexverfahren. Zudem ist dieses Verfahren mit dem Zeitmultiplexverfahren kombinierbar, zum Beispiel beim Global System for Mobile Communications (GSM), bei Digital Enhanced Cordless Telecommunications (DECT) oder bei Bluetooth.
Eine Weiterentwicklung des FDM ist das OFDM (engl. Orthogonal Frequency Division Multiplexing) bei dem ein Signal auf mehrere (tausend) Unterträger verteilt wird, deren Frequenzen orthogonal zueinander stehen, das heißt, dass deren Kreisfrequenzen jeweils ganzzahlige Vielfache einer Grundfrequenz sind. Anwendung findet das OFDM heute vor allem bei LTE, DVB-T und digitalen Funkkameras.
Anmerkung: Die Zuweisung unterschiedlicher Frequenzen zu unterschiedlichen (räumlich getrennten) Sendestationen (z. B. Mobilfunkzellen) bezeichnet man üblicherweise nicht als Frequenzmultiplex. Hier spricht man von Frequenzplanung oder Raummultiplex (SDM).

### Optisches Wellenlängenmultiplexverfahren
Das Wellenlängenmultiplexverfahren (engl. Wavelength Division Multiplex, WDM oder Wavelength Division Multiple Access, WDMA) ist ein optisches Frequenzmultiplexverfahren, das bei der Übertragung von Daten (Signalen) über Glasfaserkabel (Lichtwellenleiter) verwendet wird.

Wellenlängenmultiplexverfahren Mittels Arrayed-Waveguide Grating. Der Lichtweg von (1) nach (5) funktioniert als optischer Demultiplexer und von (5) nach (1) als opt. Multiplexer.

Beim Wellenlängenmultiplexverfahren werden aus verschiedenen Wellenlängen (siehe: Frequenzbänder der optischen Datenkommunikation) bestehende Lichtsignale zur Übertragung in einem Lichtwellenleiter verwendet. Als Quelle für die Lichtsignale dienen vorwiegend Laserdioden (LD) oder lichtemittierende Dioden (LED). Jede dieser so erzeugten schmalbandigen Wellenlängenbereiche bildet somit einen eigenen Übertragungskanal, auf den man nun die Daten (Signale) eines Senders modulieren kann. Die so modulierten Daten (Signale) werden dann durch optische Koppelelemente gebündelt und gleichzeitig sowie unabhängig voneinander übertragen. Am Ziel dieser optischen Multiplexverbindung werden die einzelnen optischen Übertragungskanäle durch passive optische Filter oder wellenlängensensible opto-elektrische Empfängerelemente wieder getrennt. Das Verfahren ist mit anderen optischen Multiplexverfahren kombinierbar.

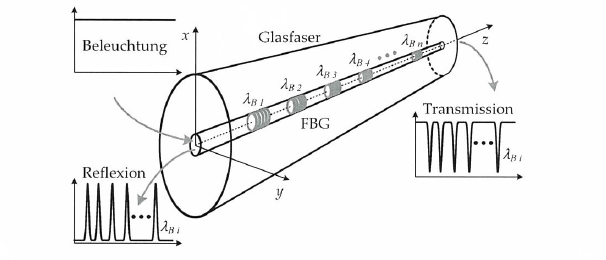

Inzwischen gibt es mikrooptische Bauteile, die einzelne optische Kanäle ohne vorherige Wandlung zu elektrischen Signalen verstärken, trennen und schalten (routen) können. Damit können rein optische Netze realisiert werden. Wesentliche Komponenten dieser Technik sind optische Multi- und Demultiplexer, optische Verstärker und optische Crossconnects, die die Kanäle durch Filter trennen.
Siehe auch: Arrayed-Waveguide Grating (Bild rechts).
Bei der Wellenlängen-Multiplex Technik wird heute zwischen Dense (DWDM), Coarse (CWDM) und Wide Wavelength Division Multiplex (WWDM) unterschieden.

#### DWDM
Das so genannte Dichte Wellenlängen-Multiplex (engl. Dense Wavelength Division Multiplex, DWDM) gilt zurzeit als leistungsstärkste Variante. Hier liegen die zur Übertragung im Glasfaserkabel verwendeten Wellenlängen (Spektralfarben) sehr dicht beieinander. Der Frequenzbereich der Wellenlängen liegt üblicherweise im C- oder L-Band bei einem Frequenzabstand von 0,4 nm (50 GHz) bis 1,6 nm (200 GHz). Diese geringen Frequenzabstände können nur erreicht werden, indem temperatur- und wellenlängenstabilisierte Laser (thermostatierte DFB-Laserdioden) und hochwertige Filter eingesetzt werden. Hierdurch erhält man Datenübertragungsraten um 10–100 Gbit/s pro Kanal bei bis zu 80 Kanälen. Durch Kombination des C- und L-Bandes sind bis zu 160 Kanäle möglich.

Je nach Hersteller, Netzdesign und Glasfasertyp sind optische Verstärker alle 80–200 km erforderlich sowie eine elektrische Daten-Regeneration alle circa 600–2000 km. Aus diesem Grund ist der hauptsächliche Anwendungsbereich dieser Variante der Einsatz über weite Entfernungen im Wide- und Global Area Network.
Je höher die Datenrate auf einem Kanal, umso größer werden Beeinflussungen durch Dispersion. Bei Datenraten ab 10 Gbit/s muss mit Beeinflussungen durch chromatische Dispersion gerechnet werden, bei Datenraten ab 40 Gbit/s kommen weitere Effekte, wie etwa die Polarisationsmodendispersion (PMD) hinzu. Diese linearen Verzerrungen treten innerhalb jedes Kanals getrennt auf und können zumindest teilweise kompensiert werden, entweder durch Hardware-Kompensatoren oder durch schnelle Signalprozessoren. In Wellenlängen-Multiplexsystem kann es darüber hinaus auch zu nichtlinearen Verzerrungen kommen, durch welche die optische Leistung in einem Kanal die Übertragung der Nachbarkanäle stört. Bei der Vierwellenlängen-Mischung entsteht aus drei optischen Frequenzen eine vierte, die in einen anderen Übertragungskanal fallen kann. Durch die Kreuz-Phasen-Modulation ändert die Leistung eines optischen Kanals den Brechungsindex der Faser und damit die Phase der Nachbarkanäle, wodurch auch eine Depolarisation eintreten kann.

#### CWDM
Eine kostengünstigere Variante stellt das Grobe Wellenlängen-Multiplex (engl. Coarse Wavelength Division Multiplex, CWDM) dar. Zur Übertragung von Signalen stehen 18 genormte Wellenlängen mit einem Kanalabstand von 20 nm zwischen 1271 nm und 1611 nm zur Verfügung. Je nach Fasertyp und Systemhersteller können nicht immer alle Wellenlängen genutzt werden. Diese „grobe“ Aufteilung der Wellenlängen wurde gewählt, um kostengünstigere Laser und Komponenten verwenden zu können. Es werden Datenübertragungsraten bis 10 Gbit/s pro Kanal und Leitungsreichweiten bis 70 km ohne Signalverstärkung erreicht. Als Einsatzgebiete gelten Netzverbindungen im Stadtbereich (so genannte Metropolitan Area Network).

#### WWDM
Die einfachste Möglichkeit stellt WWDM (engl. wide wavelength division multiplex) dar. Am häufigsten kommt die Technik zur Anwendung, um gleichzeitig die Signale aus dem 1310-nm- und 1550-nm-Fenster auf einer Faser zu übertragen.

## Polarisationsmultiplex (PM)
Bei gleicher Datenrate wird die benötigte Bandbreite halbiert, indem die beiden Polarisationsrichtungen getrennt moduliert werden. Das Polarisationsmultiplexverfahren wird für die Übertragung von 100 Gbps über Lichtwellenleiter im Weitverkehrsnetz eingesetzt. Wird jede Polarisationsrichtung mit QPSK moduliert, so hat das kombinierte Signal eine Schrittgeschwindigkeit von 25 Gbaud. Damit lassen sich 100 Gbps über die weitverbreiteten Übertragungssysteme mit 50 GHz Kanalabstand übertragen. Dieses Modulationsformat heißt DPQPSK (Dual Polarization Quadrature Phase Shift Keying) oder PMQPSK.
Für den Empfang sind polarisationsselektive Empfänger notwendig, die den sich laufend ändernden Polarisationsrichtungen folgen können. Dazu werden insbesondere kohärente Empfänger mit schnellen Signalprozessoren eingesetzt.

## Zeitmultiplexverfahren (TDMA)
Beim Zeitmultiplexverfahren (Abk. TDM für Time Division Multiplex oder TDMA für Time Division Multiple Access) werden in bestimmten Zeitabschnitten (Zeitschlitzen) die Daten (Signale) verschiedener Sender auf einem Kanal übertragen. Das Zeitmultiplexverfahren unterscheidet zwischen dem synchronen und asynchronen Verfahren.

### Synchrones Verfahren

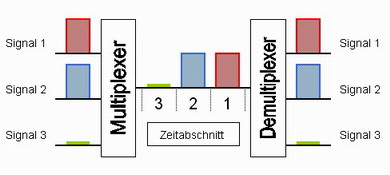
Synchrones Verfahren

Beim Synchronen Verfahren (Abk. STD für Synchronous Time Division) wird jedem Sender durch den Multiplexer ein fester Zeitabschnitt zur Übertragung seiner Daten (Signale) auf dem Übertragungskanal zugeordnet.
Dies hat den Vorteil, dass jede Verbindung eine konstante Datenübertragungsrate erhält. Zusätzlich ist jederzeit ein Sender durch seine Position auf dem Übertragungskanal identifizierbar. Dies vereinfacht am Ziel den notwendigen Prozess des Demultiplexens.
Der Nachteil ist, dass, wenn ein Sender keine Daten (Signale) sendet, der entsprechende Zeitabschnitt ungenutzt bleibt. Der Übertragungskanal wird in einem solchen Fall nicht optimal ausgelastet.

### Asynchrones Verfahren

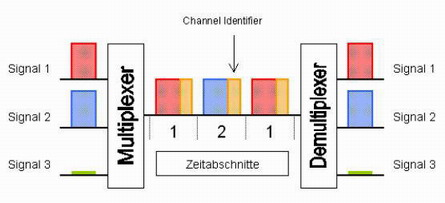
Asynchrones Verfahren

Durch das asynchrone Verfahren (Abk. ATD für Asynchronous Time Division) wird der Nachteil des synchronen Verfahrens vermieden, so dass ungenutzte, zugeordnete Zeitabschnitte auch von anderen Datenströmen belegt werden können. Dies geschieht, indem nur jene Sender auf den Übertragungskanal zugreifen dürfen, die auch wirklich Daten (Signale) senden. Weil aber die eindeutige Zuordnung von Zeitabschnitt und Datenstrom so verloren geht, ist es notwendig, jedem Datenpaket eine Kanalinformation (andere Bezeichnungen: Header, Channel Identifier) hinzuzufügen. Anhand dieser Kanalinformation kann der Demultiplexer am Ziel des Übertragungskanals die Datenpakete dem richtigen Strom wieder zuteilen. Deshalb wird das asynchrone Verfahren auch teilweise als Adressen-Multiplexen oder label-multiplexing bezeichnet. Durch diese bedarfsgerechte Zuweisung der Zeitabschnitte wird der Übertragungskanal sehr ökonomisch genutzt. Wenn alle Sender Daten (Signale) übertragen, erhalten alle eine konstante Datenübertragungsrate. Freie Zeitabschnitte durch nicht aktive Sender werden von den anderen Sendern mitbenutzt, wodurch deren Datenübertragungsrate steigt. Dies bezeichnet man dann auch als dynamisches Multiplexen. Als Nachteil gilt, dass die Datenpakete durch die Kanalinformation sowie der Aufwand des Demultiplexens größer werden.

### Flexibles Zeitmultiplexverfahren
Das flexible Zeitmultiplexverfahren (Flexible Time Division Multiple Access/FTDMA) wird auch als Minislot-Verfahren bezeichnet. Das Verfahren ist vorteilhaft, wenn geringe Anforderungen hinsichtlich der Latenzzeit bestehen. Das Verfahren wird z. B. eingesetzt um dynamische Segmente bei FlexRay zu übertragen.

### Zeitmultiplex bei der Mensch-Maschine-Kommunikation
Da die Wahrnehmung des Menschen nicht in der Lage ist, optische Reize zeitlich sehr hoch aufzulösen, bietet es sich bei Anzeigen wie Bildschirmen bzw. LEDs an, die Information per Zeitmultiplex auszugeben. Da Menschen auch nicht beliebig schnell tippen können, gelten analoge Überlegungen für Eingaben zum Beispiel bei Tastaturen. Durch Multiplex-Verfahren ist es möglich, den Verdrahtungsaufwand gegenüber einzeln angeschlossenen LEDs oder Tasten (je nach deren Anzahl erheblich) zu verringern. Diese Art Zeitmultiplex könnte unter „asynchron“ eingeordnet werden, aufgrund der gegenüber der Nachrichtenübertragung anderen Zielsetzung jedoch wird eine derartige Einordnung im Allgemeinen nicht vorgenommen.

#### Anzeigen und Eingabetasten in Matrixschaltung

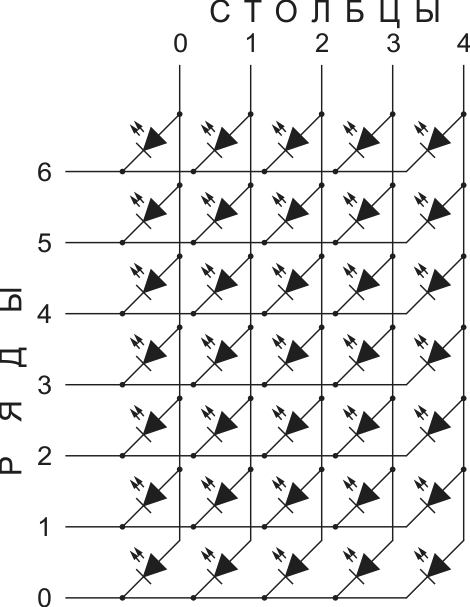
Anordnung von 35 Leuchtdioden als 7×5-Matrix

Mehrere Anzeigeelemente, beispielsweise Leuchtdioden werden zu einer Matrixanordnung verschaltet. Über an den Zeilen- bzw. Spaltenanschlüsse angeschlossene elektronischer Schalter (Transistoren, im Bild nicht dargestellt) kann jede Zeile bzw. Spalte nacheinander angesteuert werden. Diese Ansteuerung erfolgt so schnell, dass für das Auge alle angesteuerten Elemente gleichzeitig zu leuchten scheinen; siehe dazu die Animation in der Einleitung des Artikels. Im Allgemeinen muss dafür Sorge getragen werden, dass der Strom nur den direkten Strompfad durch das Anzeigeelement im Kreuzungsbereich von aktivierter Zeile und Spalte nimmt (Entkopplung). Der indirekte Weg über mehrere Anzeigeelemente ist unerwünscht. Bei der Benutzung von Leuchtdioden erfolgt die Entkopplung dadurch, dass diese Strom nur in einer Richtung leiten.
Neben der naheliegenden Verschaltung einer Matrixanzeige zu einer Matrixschaltung können auch mehrere scheinbar einzelne Leuchtdioden in einem Gerät zu einer Matrixschaltung verschaltet sein.
Analog lassen sich Tasten bzw. Tastenfelder verschalten. Die Steuerung aktiviert die Spalten nacheinander, während sie an den Zeilen auf ankommende Signale achtet. Um mehr als zwei gleichzeitig gedrückte Tasten sicher zu erkennen, müssen zur Entkopplung der Tasten untereinander Dioden verwendet werden. Dieser Aufwand wird z. B. bei Keyboards betrieben; bei schreibmaschinenartigen Computertastaturen hingegen begnügt man sich im Allgemeinen damit, die Verkopplung bei mehr als zwei gedrückten Tasten zu ignorieren.
Für ein Tastenfeld von 64 Tasten genügen 8 + 8 = 16 Leitungen; man spart gegenüber der Einzelabfrage jeder Taste 48 Signalleitungen ein.

#### Charlieplex-Verfahren
Eine Variante des Zeitmultiplexverfahren ist das Charlieplex-Verfahren. Dabei kommt man mit noch weniger Leitungen aus; dafür werden aber Tri-State-Komponenten benötigt.
Für ein Tastenfeld von 66 Tasten (ohne Dioden) genügen 12 Leitungen, man spart gegenüber der Einzelabfrage 54 Leitungen ein.

### Historische Lösungen und heutige Anwendungen
Das Zeitmultiplexverfahren ist wie das Frequenzmultiplexverfahren sowohl in drahtgebundenen als auch in drahtlosen Kommunikationssystemen anwendbar. Die ersten bekannten Anwendungen des Zeitmultiplexverfahren gehen auf den Italiener Giovanni Caselli und den Franzosen Jean-Maurice-Émile Baudot zurück. Caselli entwickelte den Pantelegraphen mit dem ab 1865 zwei Bilder zeilenweise multiplex übertragen wurden. Baudots 1874 entwickelte Apparatur machte es möglich, vier bis sechs Telegrafiesignale über eine Leitung im synchronen Zeitmultiplexverfahren zu übertragen. Heutige Anwendungsbereiche sind Übertragungstechniken, wie Integrated Services Digital Network (ISDN), Asynchronous Transfer Mode (ATM) oder Up0-Schnittstelle. Das GSM-Mobilfunknetz verwendet sowohl das Zeitmultiplexverfahren als auch das Frequenzmultiplexverfahren und das Raummultiplexverfahren.

## Codemultiplexverfahren (CDMA)
Beim Codemultiplexverfahren (CDM oder CDMA) werden verschiedene Signalfolgen über eine Leitung oder eine Funkfrequenz übertragen und im Empfänger anhand ihrer Codierung erkannt und zugeordnet. Die von den Teilnehmern benutzten Codes sind derart gewählt, dass beim Empfang eines Signals durch den „falschen“ Empfänger am Demodulator-Ausgang praktisch kein Ausgangssignal erscheint; die Codes haben gegeneinander eine minimale Kreuzkorrelation. Je nach verwendetem Verfahren ist, im Gegensatz zum Zeitmultiplexverfahren, keine Koordinierung der Zeitfenster erforderlich.
Beispiele sind Funkfernsteuerungen sowie die funkgesteuerte Zentralverriegelung bei Kraftfahrzeugen.
Das UMTS arbeitet bei der Unterscheidung mehrerer Teilnehmer ebenfalls mit CDMA; Sende- und Empfangsrichtung sind dabei außerdem auf zwei verschiedene Frequenzen verteilt (FDD).